# Жан Рішпен
Жан Рішпе́н (фр. Jean Richepin; 4 лютого 1849, Медеа, центр однойменної провінції, Алжир — 12 грудня 1926, Париж) — французький поет, письменник і драматург.

## Біографія
Жан Рішпен народився 4 лютого 1849 в провінції Медеа (Алжир) в сім'ї військового лікаря. Навчався у Вищій нормальній школі в Парижі, закінчив її в 1870 році. З дитинства виявляв таланти в різних сферах.

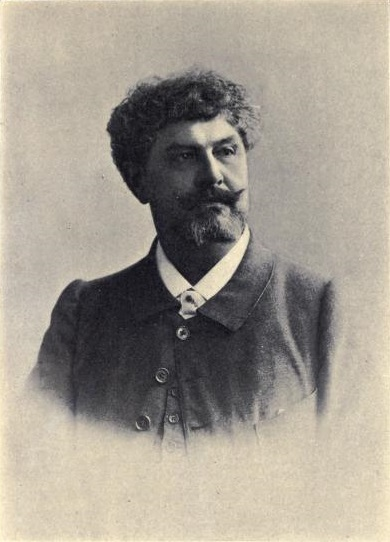
Жан Рішпен (бл. 1900)

Брав участь у Франко-пруській війні. Змінив кілька професій: був актором, моряком і портовим вантажником. У Парижі зблизився з комунаром Жулем Валлесом, входив до кола поетів-бунтарів Верлена, Рембо, Шарля Кро, Жермена Нуво, Моріса Ролліна. Писав вірші і п'єси. Його п'єса L'Étoile, написана в співавторстві з відомим карикатуристом Андре Жілем (1840–1885), була поставлена в 1873 році, проте популярність до нього прийшла після 1876 року, коли була опублікована віршова збірка Chanson des gueux (Пісня голодранців, перевид. 1990), вилучені цензурою вірші вийшли окремим виданням в 1881 році в Брюсселі; за образу суспільних звичаїв автору загрожувало тюремне ув'язнення на місяць, але справа обмежилася символічним штрафом. Публічний скандал моментально зробив письменника популярним.
Рішпен був близький до натуралізму. Багато подорожував: поневірявся по Франції з циганським табором, жив серед наїзників і клоунів, був актором, в Англії наймався в солдати. У 1912 році він був обраний мером містечка Моншове в департаменті Івлін (в цих краях у нього був замок Три джерела).

Жан Рішпен помер 12 грудня 1926 року в місті Парижі і був похований в Кот-д'Армор (Бретань), де зазвичай проводив літо. Некролог письменника в журналі Revue des Deux Mondes написав Поль Бурже.
Сини Рішпена — драматург Жак Рішпен і композитор Тьярко Рішпен; онук — імпресаріо і автор пісень Трістан Рішпен, його дружина — піаністка Еліана Рішпен.

## Творчість і спадщина
Багато з написаних ним п'єс були поставлені на сцені Комеді Франсез, в них грали Сара Бернар, Режан, брати Коклен, Муні-Сюллі. Написав кілька лібрето, в тому числі до опери Шабріє «Король мимоволі» (фр. Le roi malgré lui) й опери Массне «Маг» (фр. Le Mage), балету Відаля «Імператриця» (фр. L'Impératrice).
За комедією Рішпена Флібустьєр (1888) створена однойменна опера Цезаря Кюї. На вірші Рішпена писали музику Габрієль Форе, Шоссон, Казелла, Сесіль Шамінад, Луї В'єрн, Іпполітов-Іванов, Жорж Брассенс.
Роман Рішпена Липучка (фр. La Glu, 1881) переніс на екран Альбер Капеллані (1913, в головній ролі — Містангет), він екранізувався і пізніше (1927, 1938), став основою опер Габрієля Дюпона і Каміля Ерланже. Екранізувалися і інші твори письменника.

## Вибрані твори
- Les Caresses, вірші (1877)
- Les Morts bizarres, новели (1877, перевид. 1980, 2009)
- Nana Sahib, драма (1 883)
- Miarka, la fille à l'ours, роман (1883)
- Les Blasphèmes, вірші (1884)
- Monsieur Scapin (1886)
- «Флібустьєр» | Le Flibustier, комедія (1888)
- «Від меча і загинуть» | Par le glaive, драма (1892)
- Vers la joie (1886)
- Le Chemineau, драма (1897)
- Le Chien de garde (1898)
- Contes de la décadence romaine, історичні новели (1898, перевид. 1993)
- «Бурлаки» | Les Truands (1899)
- «Дон Кіхот» | Don Quichotte, іронічна драма у віршах (1905)
- Le Coin des fous, histoires horribles, новели (1921, перевид. 1996)

## Визнання
- член Французької академії (1908)
- командор ордена Почесного легіону